# Alice Mary Weeks
Pour les articles homonymes, voir Weeks.
Alice Mary Dowse Weeks (26 août 1909 - 29 août 1988) est une géologue américaine. La Weeksite, un minéral du groupe des silicates d'uranium, porte son nom. Elle a identifié l'uranophane en 1953 avec Mary E. Thompson. Weeks est la première à proposer le concept d'oxydation des gisements de minerai qui contiennent de l'uranium, du vanadium et d'autres métaux accessoires. Elle fonde le département de géologie de l'université Temple à Philadelphie et est une ardente défenseuse des femmes en géologie.

## Jeunesse et famille
Alice Mary Dowse Weeks et sa sœur jumelle Eunice sont nées le 26 août 1909 à Sherborn, dans le Massachusetts. La mère d'Alice, Jessie Parker Dowse, grandit à Uxbridge, dans le Massachusetts, et fréquente l'université Tufts. Jessie travaille comme enseignante jusqu'à son mariage avec Arthur Dowse, qui était notamment banquier. La mère d'Alice défendait l'éducation de ses enfants ainsi que les droits des femmes et les encourageait à apprendre dès leur plus jeune âge.
Alice épouse le Dr Albert Alice Weeks, un ami et compagnon de longue date, en mai 1950. Albert, géologue pétrolier, encourage Alice dans sa carrière et contribue à la motiver à terminer sa thèse.

## Enfance et formation
Alice, qui est scolarisée à la maison pendant ses premières années, fréquente la Sawin Academy et la Dowse High School, dont elle sort diplômée en 1926. Elle fréquente ensuite l'université Tufts, où elle obtient un diplôme en sciences et en mathématiques, avec mention très bien, en 1930. Après avoir enseigné à l'école pour filles de Lancaster pendant environ deux ans et demi, elle retourne à Tufts pour suivre plusieurs cours de géologie. À la fin de son séjour à Tufts, elle fréquente l'université Harvard dans le Massachusetts pour ses études supérieures, où elle obtient sa maîtrise en sciences en 1934. En raison de l'instabilité financière et des pressions supplémentaires liées au fait d'être une femme dans le domaine des sciences à Harvard, Alice Weeks n'a pas pu continuer à travailler pour obtenir son doctorat. Elle aurait dû s'asseoir à l'extérieur des salles de classe pour certains cours auxquels les femmes n'étaient pas autorisées à assister. Elle a accepté une bourse de recherche au Bryn Mawr College, en Pennsylvanie, et après un an, elle commence à y travailler comme instructrice de laboratoire. Après une autre année de travail à Bryn Mawr, Weeks retourne à Harvard pour continuer à travailler en vue de l'obtention de son doctorat en 1936.
Pendant cette période, Alice Weeks commence également à travailler comme professeure au Wellesley College, dans le Massachusetts, en tant qu'instructrice de laboratoire pour la géologie historique et physique, la géomorphologie, la cartographie et bien d'autres choses encore. Elle est ensuite devenue membre de la faculté en tant que professeure adjoint. Ses connaissances et ses compétences en cartographie, ainsi que son ambidextrie, l'amènent à enseigner la cartographie aux officiers de la marine pendant la Seconde Guerre mondiale. En raison des contraintes et du rationnement qui accompagnaient la guerre, ce n'est qu'en 1949 qu'Alice Weeks obtient son doctorat.

## Carrière et héritage

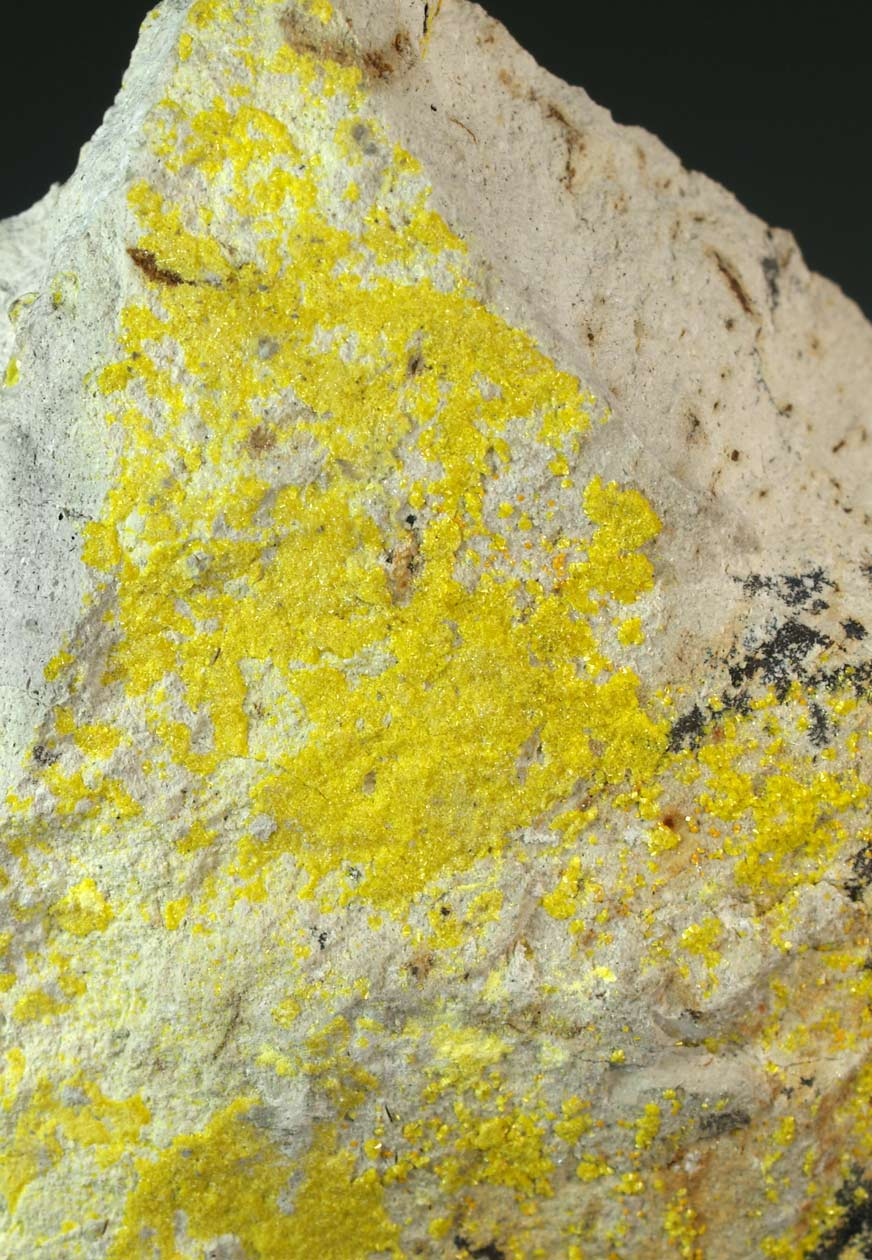
Minéral de silicate d'uranium, Weeksite

Les travaux d'Alice Weeks se sont concentrés sur les gisements radioactifs, et de 1949 à 1961, elle travaille pour l'USGS Uranium Exploration. Elle est membre fondateur du Women Geoscientists Committee de l'American Geological Institute et reçoit des bourses de la Geological Society of America, de la Mineralogical Society of America et de l'Association américaine pour l'avancement des sciences. Elle est ensuite devenue professeure de minéralogie à la Temple University de Philadelphie, où elle a fondé le département de géologie. La Weeksite, un minéral de silicate d'uranium, porte son nom,. Weeks est également reconnue pour avoir identifié l'uranophane en 1953 avec Mary E. Thompson de l'United States Geological Survey, et est la première à proposer le concept d'oxydation des gisements de minerai contenant de l'uranium, du vanadium et d'autres métaux accessoires.
En 1994, la succession d'Albert et Alice Weeks crée une dotation spéciale à l'université du Wisconsin-Madison, qui soutient une chaire de professeure émérite et d'autres programmes.

## Rôle des femmes dans les sciences
À l'époque d'Alice Weeks, les femmes n'étaient pas largement acceptées dans le monde de la géologie, et il lui arrivait de ne pas être autorisée à assister à certains cours, devant s'asseoir à l'extérieur. Afin de collecter des échantillons dans les mines d'uranium, Weeks était obligée de se déguiser en homme pour échapper à la superstition qui empêchait les femmes d'entrer dans les mines. En tant que l'une des premières femmes géologues, elle figurait dans l'ouvrage American Men of Science bien avant que celui-ci ne devienne American Men and Women of Science,.

## Biographie postérieure et mort
En 1976, Alice Weeks prend sa retraite de l'université Temple, et en 1980, la section nord-est de la Geological Society of America organise un symposium sur l'uranium en son honneur. Souffrant de la maladie d'Alzheimer, Alice Weeks décède le 27 août 1988 ; sa sœur Eunice était également atteinte de la maladie d'Alzheimer.

## Contributions
Co-écrit :
- Minéralogie et oxydation des minerais d'uranium du plateau du Colorado[2].
- La coconninoïte, un nouveau minéral uranifère de l'Utah et de l'Arizona[2].
- La Navajoite, un nouvel oxyde de vanadium de l'Arizona[9].

Identification et occurrence des minéraux d'uranium et de vanadium des plateaux du Colorado.